# 1155
1155 (MCLV) fue un año común comenzado en sábado del calendario juliano.

## Acontecimientos
- El Príncipe de Aragón dona el castillo de Monfort al Císter Aragonés
- La Carta de Donación de Ramón Berenguer IV del castillo de Monfort y sus términos al monasterio de Veruela en 1155, se encuentra expuesta en el Archivo Histórico de la Diputación Provincial de Zaragoza.
- De El Periódico de Aragón Un censo con los fuegos de Aragón (enlace roto disponible en Internet Archive; véase el historial, la primera versión y la última).

## Nacimientos
- 11 de noviembre - Alfonso VIII de Castilla, rey de Castilla e hijo de Sancho III de Castilla y de la reina Blanca Garcés de Navarra.
- Nicetas Choniates, historiador bizantino.